# Barrage d'Altınapa
Le barrage d'Altınapa (en turc Altınapa barajı) est un barrage en Turquie. La rivière Meram (Meram Çayı), coupée par ce barrage, se perd dans l'agglomération et le bassin fermé de Konya.

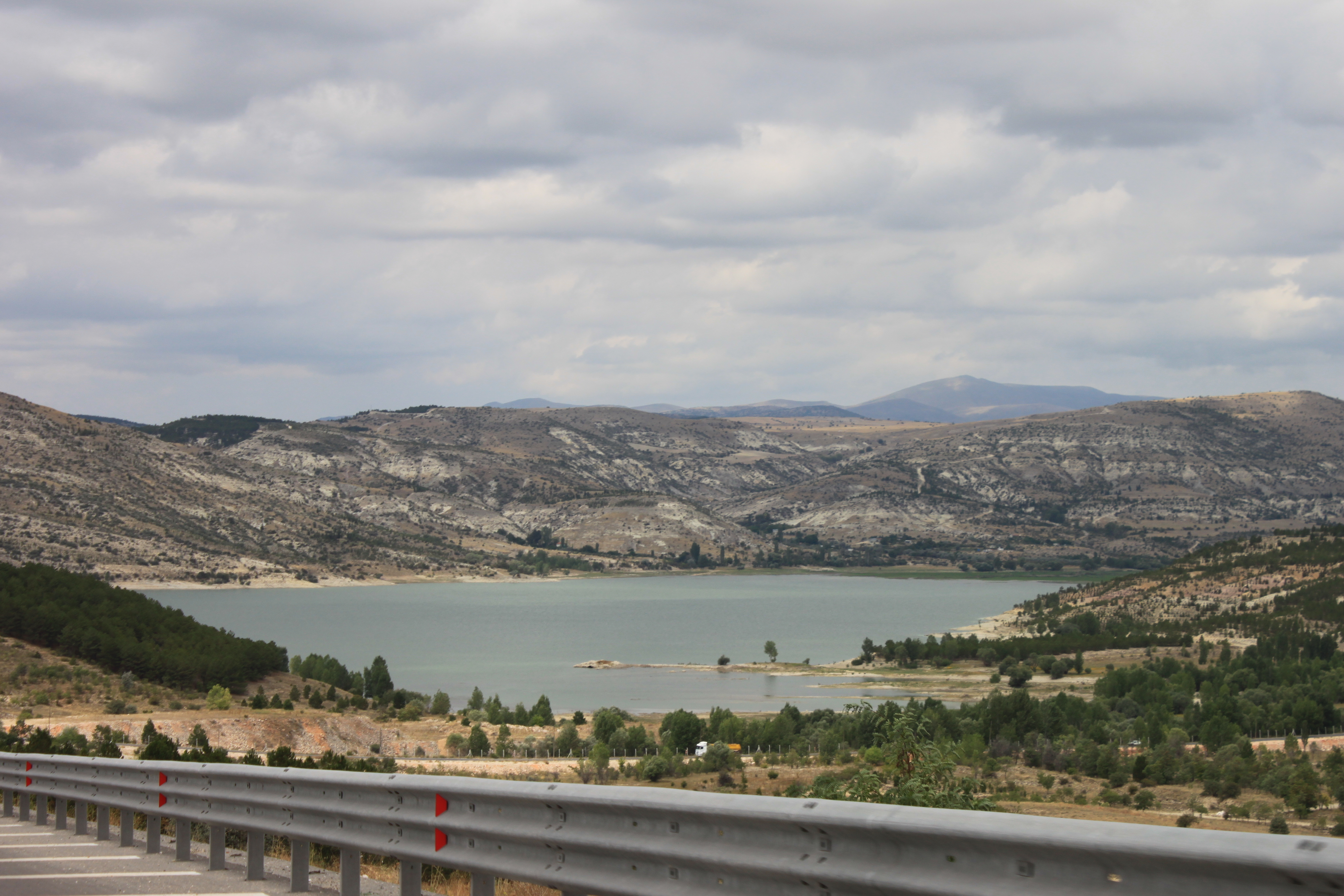
Réservoir d'Altınapa à l'ouest de Konya

## Sources
- (en) Descriptif du barrage sur le site de l'agence gouvernementale turque des travaux hydrauliques.